# Raymond Paley
Pour les articles homonymes, voir Paley (homonymie).
Raymond Edward Alan Christopher Paley (7 janvier 1907 - 7 avril 1933) est un mathématicien britannique.

## Biographie
Paley est né à Bournemouth. Il étudie au College d'Eton avant de rentrer au Trinity College (Cambridge) où il se distingue. Il remporte le prix Smith en 1930.
Il est à l'origine du graphe de Paley (théorie des graphes) et collabore avec Norbert Wiener au théorème de Paley-Wiener (analyse harmonique). Il travaille également avec Antoni Zygmund sur les séries de Fourier et, avec John Edensor Littlewood, sur ce que l'on nomme aujourd'hui la théorie de Littlewood-Paley (en).
Paley est décédé dans un accident de ski survenu alors qu'il est à Banff, en Alberta, dans les rocheuses canadiennes. Il est emporté par une avalanche. Il est enterré à Banff.